# Liste der Kulturdenkmäler in Siebeldingen
In der Liste der Kulturdenkmäler in Siebeldingen sind alle Kulturdenkmäler der rheinland-pfälzischen Ortsgemeinde Siebeldingen aufgeführt. Grundlage ist die Denkmalliste des Landes Rheinland-Pfalz (Stand: 14. August 2023).

## Denkmalzonen
| Bezeichnung                      | Lage | Baujahr                 | Beschreibung | Bild                           |
| -------------------------------- | --- | ----------------------- | --- | ------------------------------ |
| Denkmalzone Friedhof             | Dagobertstraße Lage                                                                                           | 19. und 20. Jahrhundert | mehrere Denkmäler des 19. und frühen 20. Jahrhunderts: - Kriegerdenkmal 1914/18, Figur eines am Boden sitzenden nackten Soldaten mit Adler, Unterbau in der Form eines Altarblocks, um 1930 (Bild); - Grabmal für den Gutsbesitzer Heinrich Zoffinger (1824–1896) und Katharina Zoffinger (1827–1909), Pilasterädikula mit Segmentgiebel (Bild); - Grabmal Karl Wüst (gestorben 1868), historistische Stele (Bild), bezeichnet G. HONECK, BILDHAUER IN LANDAU; - Kruzifix, Gusseisen-Kreuz auf Tischsockel, wohl Mitte des 19. Jahrhunderts; - gründerzeitliche Grabsteine, Ende des 19. Jahrhunderts | weitere Bilder Fotos hochladen |
| Denkmalzone Ortskern             | Bismarckstraße 33, Pfarrgasse 2, Weinstraße 5–71 (ungerade Nrn.) und 40–84 (gerade Nrn.), Queichstraße 1 Lage | 18. und 19. Jahrhundert | charakteristische Bebauung mit Winzerhöfen des 18. und 19. Jahrhunderts, oft mit Torbögen; die Wohnhäuser bisweilen mit Fachwerk-Obergeschoss; malerische Straßenbilder | Fotos hochladen                |
| Denkmalzone Albersweilerer Kanal | südlich der Ortslage Lage                                                                                     | 1687/88                 | als Transportkanal zwischen den Steinbrüchen bei Albersweiler und der Festung Landau 1687/88 angelegt; im späten 18. Jahrhundert aufgegeben; innerhalb der Ortslage, östlich der Kanalmühle Schleusenbauwerke | BW                             |

## Einzeldenkmäler
| Bezeichnung                | Lage                           | Baujahr                            | Beschreibung | Bild                           |
| -------------------------- | ------------------------------ | ---------------------------------- | --- | ------------------------------ |
| Wohnhaus                   | Bismarckstraße 15 Lage         | 17. oder 18. Jahrhundert           | barockes Fachwerkhaus, teilweise massiv, verputzt, 17. oder 18. Jahrhundert | Fotos hochladen                |
| Rathaus                    | Bismarckstraße, zu Nr. 33 Lage | zweite Hälfte des 18. Jahrhunderts | ehemalige Schule; spätbarocker Walmdachbau; zugehörig klassizistischer Walmdachbau, um 1820/30                                                                                               | weitere Bilder Fotos hochladen |
| Kanalbrücke                | Heerstraße Lage                | 1875                               | einbogige Brücke mit Sandsteinbrüstung über den verfüllten Albersweilerer Kanal, 1875 | Fotos hochladen                |
| Wohnhaus                   | Mühlweg 2 Lage                 | 1903                               | villenartiges späthistoristisches Wohnhaus, mit Wirtschaftsgebäuden in Klinker, Dreiflügelanlage, 1903                                                                                       | Fotos hochladen                |
| Hofanlage                  | Pfarrgasse 26 Lage             | 1731                               | Dreiseithof, bezeichnet 1731 (Bild); eingeschossiges barockes Wohnhaus über Hochkeller, teilweise Fachwerk, Krüppelwalmdachscheune, teilweise Fachwerk                                       | weitere Bilder Fotos hochladen |
| Wohnhaus                   | Queichstraße 5 Lage            | um 1700                            | barockes Fachwerkwohnhaus, teilweise massiv, wohl um 1700 | Fotos hochladen                |
| Wohnhaus                   | Weinstraße 41 Lage             | 1778                               | spätbarockes Wohnhaus, teilweise Fachwerk, bezeichnet 1778 | Fotos hochladen                |
| Torbogen                   | Weinstraße, an Nr. 47 Lage     | 1788                               | barocker Torbogen, bezeichnet 1788 (Bild) | weitere Bilder Fotos hochladen |
| Weingut                    | Weinstraße 54/56 Lage          | 19. und 20. Jahrhundert            | Weingut, 19. und Anfang des 20. Jahrhunderts; sechsachsiges Wohnhaus, erste Hälfte des 19. Jahrhunderts, Erker mit Fachwerkaufbau um 1900, Wohnhaus mit Krüppel- und Fußwalmdächern, um 1910 | weitere Bilder Fotos hochladen |
| Torbogen                   | Weinstraße, an Nr. 55 Lage     | 18. Jahrhundert                    | barocker Torbogen, 18. Jahrhundert (Bild) | weitere Bilder Fotos hochladen |
| Schulhaus                  | Weinstraße 63 Lage             | 1889                               | gründerzeitlicher Bossenquaderbau, bezeichnet 1889 | weitere Bilder Fotos hochladen |
| Simultankirche St. Quintin | Weinstraße 65 Lage             | um 1300                            | Saalbau, bezeichnet 1571, im Kern gotisch, um 1300, mehrfach, zuletzt 1817, verändert | weitere Bilder Fotos hochladen |
| Hofanlage                  | Weinstraße 69 Lage             | 1728                               | Hofanlage; barockes Fachwerkhaus, bezeichnet 1728 (1778?), Torbogen bezeichnet 1778 | weitere Bilder Fotos hochladen |
| Wohnhaus                   | Weinstraße 70 Lage             | 1588                               | Fachwerkhaus, teilweise massiv, bezeichnet 1588 (Bild), ein Fenstersturz bezeichnet 1766 (Bild), traufständige Erweiterung bezeichnet 1776 (Bild)                                            | weitere Bilder Fotos hochladen |
| Wohnhaus                   | Weinstraße 74 Lage             | 1726                               | eingeschossiges barockes Wohnhaus über Hochkeller, bezeichnet 1726 | Fotos hochladen                |
| Wohnhaus                   | Weinstraße 76 Lage             | 17. oder 18. Jahrhundert           | eingeschossiges barockes Fachwerkhaus über Hochkeller, 17. oder Anfang des 18. Jahrhunderts                                                                                                  | Fotos hochladen                |
| Wohnhaus                   | Weinstraße 78 Lage             | 1728                               | eingeschossiges barockes Fachwerkhaus, bezeichnet 1728 | Fotos hochladen                |
| Torbogen                   | Weinstraße, an Nr. 102 Lage    | 1762                               | spätbarocker Torbogen mit Nebenpforte, bezeichnet 1762 (Bild) | weitere Bilder Fotos hochladen |
| Geilweilerhof              | nördlich des Ortes Lage        |                                    | ehemaliger Besitz des Klosters Eußerthal | weitere Bilder Fotos hochladen |

## Ehemalige Kulturdenkmäler
| Bezeichnung | Lage              | Baujahr                  | Beschreibung | Bild            |
| ----------- | ----------------- | ------------------------ | --- | --------------- |
| Wohnhaus    | Pfarrgasse 2 Lage | 16. oder 17. Jahrhundert | stattlicher Krüppelwalmdachbau, im Kern wohl aus dem 16. oder vom Anfang des 17. Jahrhunderts; aus Denkmalliste gelöscht | Fotos hochladen |